# Petite rivière Noire
Petite rivière Noire är ett vattendrag i Kanada.   Det ligger i provinsen Québec, i den sydöstra delen av landet, 240 km öster om huvudstaden Ottawa.
Omgivningarna runt Petite rivière Noire är en mosaik av jordbruksmark och naturlig växtlighet. Runt Petite rivière Noire är det glesbefolkat, med 15 invånare per kvadratkilometer.